# 李春华 (1954年)
李春华（1954年10月—），中华人民共和国外交官，曾任中华人民共和国驻佛得角共和国特命全权大使和中华人民共和国驻莫桑比克共和国特命全权大使。

## 生平
1979年，进入中华人民共和国外交部工作，先后在驻葡萄牙大使馆、北京外交人员服务局、外交部非洲司、驻安哥拉大使馆、驻圣保罗总领事馆任职。2002年，任外交部非洲司参赞。2003年，任外交部驻澳门特别行政区特派员公署参赞。2007年，挂职中国海洋石油总公司国际事务部副总经理。2009年8月，出任中华人民共和国驻佛得角大使。2012年12月，出任中华人民共和国驻莫桑比克大使。2015年7月，自驻莫桑比克大使离任。

## 家庭
已婚，有一女。